# Hovhannes Kajaznuni
Hovhannes Kajaznuni (in armeno Յովհաննէս Քաջազնունի?; Akhaltsikhe, 14 febbraio 1868 – Erevan, 15 gennaio 1938) è stato un politico armeno, il primo Primo ministro della Prima Repubblica di Armenia dal 6 giugno 1918 al 7 agosto 1919. Era un membro della Federazione Rivoluzionaria Armena.

## Primi anni di vita
Kajaznuni nacque come Hovhannes Ter-Hovhannisian nel 1868 nella città di Akhaltsikhe, allora parte dell'Impero russo, oggi parte della Georgia. Frequentò la scuola secondaria a Tiflis (Tbilisi) dal 1877 al 1886. Nel 1887 si trasferì a San Pietroburgo ed entrò all'Istituto di architettura dei Cittadini, diplomandosi con lode nel 1893. A San Pietroburgo, Kajaznuni si unì alla Federazione Rivoluzionaria Armena, diventando infine uno delle sue figure più importanti. Dopo la laurea, lavorò presso il dipartimento dell'edilizia dell'amministrazione provinciale di Baku (1893-95), come architetto a Batumi (1895-97) e come architetto regionale presso l'amministrazione provinciale di Tiflis (1897-99). Tra il 1899 e il 1906, lavorò come maggiore architetto a Baku, progettando ospedali e condomini e la sua opera più notevole fu la Cattedrale di San Taddeo e Bartolomeo completata nel 1911. Dopo il 1906 si dedicò alle attività politiche e sociali.

## Carriera politica
Kajaznuni fu costretto a lasciare il Caucaso nel 1911 per evitare di essere chiamato a testimoniare al processo contro i membri della Federazione Rivoluzionaria Armena organizzato dal governo russo a San Pietroburgo nel gennaio 1912. Visse a Istanbul e poi a Van fino al 1914, quando tornò nel Caucaso. Divenne membro del Consiglio Nazionale Armeno nel 1917 e fu un rappresentante dell'ARF nel Sejm (il Parlamento transcaucasico) fino al 1918.

### Conferenza di pace di Trebisonda e Federazione Transcaucasica
Fece parte della delegazione armena che condusse colloqui di pace con l'Impero ottomano alla Conferenza di pace di Trebisonda, iniziata il 14 marzo 1918. I tre gruppi di delegati transcaucasici - musulmani, georgiani e armeni - avevano obiettivi divergenti, ed erano in una posizione debole per negoziare con gli ottomani. Mentre i colloqui andavano avanti, la Terza armata ottomana riprese Erzurum dopo che l'esercito imperiale russo l'abbandonò e avanzò alla precedente frontiera con la Russia. Queste battute d'arresto spinsero Akaki Chkhenkeli, il leader menscevico georgiano della delegazione transcaucasica, a informare unilateralmente gli ottomani che avrebbe accettato il Trattato di Brest-Litovsk come base per i negoziati, abbandonando così le rivendicazioni armene su porzioni di territorio ottomano. Questa concessione fu ripudiata dal Seym, che ordinò a Chhenkeli e alla delegazione di tornare a Tbilisi.
La cattura di Batumi da parte delle truppe ottomane il 14 aprile 1918 minò la volontà dei menscevichi georgiani di continuare a combattere gli ottomani, e spinsero i loro alleati transcaucasici ad accettare i due prerequisiti ottomani per la ripresa dei negoziati: un riconoscimento dei diritti territoriali della Turchia e una piena rottura con la Russia. Ciò portò menscevichi e musulmani al Sejm a proporre, il 22 aprile 1918, di istituire una Repubblica Federale Democratica Transcaucasica con il riluttante appoggio dei rappresentanti armeni sempre più isolati. Il gabinetto della nuova repubblica fu scelto da Chhenkeli come premier designato e includeva Kajaznuni come uno dei quattro armeni. Uno dei primi atti di Chhenkeli, senza consultare il Sejm o i membri del gabinetto armeno, fu di ordinare all'esercito armeno di cedere Kars agli ottomani. I furiosi leader armeni rassegnarono le dimissioni dal governo e chiesero che Chhenkeli venisse sostituito. I menscevichi avrebbero accettato solo di sostituirlo con Kajaznuni o un altro armeno. Gli armeni si resero conto che la nomina di un premier armeno avrebbe indotto gli ottomani ad attaccare l'Armenia russa, che era in prima linea dalla perdita di Kars. Di conseguenza, Kajaznuni e i suoi compagni del Dashnak permisero al Sejm di confermare la loro posizioni di governo il 26 aprile 1918.

### Conferenza di pace di Batumi
Kajaznuni accompagnò anche Chkhenkeli come delegato alla Conferenza di pace di Batumi che iniziò l'11 maggio 1918. La conferenza vide gli ottomani estendere le loro richieste per includere Akhaltsikhe e Akhalkalaki nel Governatorato di Tiflis e nella metà occidentale del Governatorato di Erivan. Prima che la delegazione Transcaucasica avesse fornito una risposta, le forze ottomane invasero il Governatorato di Erivan e il 15 maggio catturarono Alessandropoli (Guymri). Una settimana dopo, si erano avvicinati sia a Yerevan che a Karakilisa. Incapaci di negoziare qualcosa di più favorevole della capitolazione con gli ottomani, i leader georgiani ai colloqui di Batumi organizzarono un accordo collaterale con la Germania per scambiare la protezione tedesca con l'accesso alle risorse economiche della Georgia. Il risultato fu che il Sejm sciolse la repubblica federativa il 26 maggio 1918, con la dichiarazione della Repubblica Democratica di Georgia lo stesso giorno e in seguito dalle dichiarazioni delle repubbliche di Azerbaigian e Armenia il 28 maggio.

### Armenia indipendente
Il Consiglio nazionale armeno elesse Kajaznuni come primo ministro dello stato armeno indipendente il 6 giugno 1918 e il suo gabinetto venne formato il 30 giugno. Kajaznuni mantenne questa posizione fino al 7 agosto 1919 e con la nomina a primo ministro all'estero dal 5 giugno 1919. Fu in missioni diplomatiche in Europa (a partire dall'agosto 1919) e negli Stati Uniti (dal 9 ottobre 1919 all'agosto 1920). Tornò in Armenia per diventare presidente del parlamento il 4 novembre 1920. Kajaznuni fu arrestato dopo che i bolscevichi salirono al potere nel dicembre 1920, ma fu liberato durante la rivolta del febbraio 1921 contro il regime sovietico.

### Periodo sovietico
Dopo la fine della rivolta all'inizio di aprile 1921, lasciò il paese e visse a Bucarest dal 1921 al 1924. Nel 1925 tornò nell'Armenia sovietica e lavorò come architetto a Leninakan. Insegnò anche presso il dipartimento tecnico della Università statale di Yerevan, tenendo lezioni di costruzione e architettura. Nel 1930 entrò a far parte del neonato Istituto di Costruzione e conseguì il titolo di professore. Kajaznuni divenne membro dell'Unione armena degli architetti. Kajaznuni fu vittima delle Grandi purghe di Stalin: arrestato nel 1937 e incarcerato, morì in prigione nel 1938. La data esatta della sua morte è sconosciuta.

## Rapporto al Congresso ARF del 1923 e successive traduzioni
Kajaznuni preparò un rapporto critico per il congresso del partito della Federazione rivoluzionaria armena tenutosi a Bucarest nell'aprile 1923 (il 10º Congresso del partito si tenne nel 1924-1925) intitolato Dashnaktsutyun Non ha più niente da fare, che richiedeva il sostegno del partito per l'Armenia sovietica. Prima di questo evento, ogni singolo partito politico armeno in esilio era contrario alla posizione sull'Armenia sovietica.
Kajaznuni pubblicò il suo rapporto a Vienna nel 1923. Nello stesso anno fu ripubblicato da circoli non ARF a Tbilisi, Alessandria (Egitto) e Bucarest. Le sue affermazioni richiamarono immediatamente il rimprovero dal partito.
Nel 1927 Zakkniga a Tiflis pubblicò una traduzione russa del rapporto di Kajaznuni in un'edizione di 2 000 copie, con un'introduzione di S. Khanoyan.
Una versione ridotta del rapporto fu tradotta in inglese nel 1955 da Matthew Aram Callender e curata da Arthur Derounian. Nell'introduzione scritta da Derounian (il cui nome di nascita era Avedis Boghos Derounian), un giornalista anti-Dashnak, Kajaznuni è descritto come un "patriota" il cui rapporto era uno "studio di sé profondo e incisivo" che rappresrnta una "confutazione" delle "affermazioni grandiose, esagerate e persino scandalosamente false della leadership del Dashnag oggi".
L'originale armeno è stato ristampato due volte a Yerevan nel 1994 e nel 1995.
Nel 2007 lo storico turco Mehmet Perinçek ha prodotto nuovi testi in turco e in inglese che affermava fossero traduzioni del rapporto di Kajaznuni del 1923, basato su una copia russa (stampata a Tbilisi nel 1927) conservata nella Biblioteca di Stato russa a Mosca. Perinçek disse che la copia della Biblioteca di Stato russa era integrale e che le traduzioni di queste copie non erano prima disponibili. La traduzione di Callender aveva abbreviato il corpo principale del libro, ma aveva tradotto alla lettera l'introduzione di Kajaznuni che rappresenta la sezione chiave che contiene la descrizione dell'olocausto. La descrizione dell'Olocausto di Katchaznouni è riportata alle pagine 6 e 7 della traduzione di Matthew A. Callender. Una nota a pagina 4 spiega che Callender ha tradotto direttamente la maggior parte delle osservazioni di Kajaznuni: "Fatta eccezione per le riduzioni, fatte per brevità dal traduttore e dall'editore, le espressioni di Katchaznouni appaiono letteralmente". A pagina 8, dopo la descrizione dell'Olocausto, Callender indica che sta passando dalla traduzione letterale a quella selettiva che cita: "Nota del traduttore: Fino a questo punto le parole dell'autore sono state tradotte alla lettera per dare un'idea della ragione logica di Mr. Katchaznouni e l'esposizione dei fatti che lo hanno spinto a presentare il suo 'Manifesto' ai suoi colleghi alla Convenzione del 1923. Da qui in poi, e solo per brevità, citeremo alcuni estratti delle sue argomentazioni che hanno portato alla sua decisione sul motivo per cui il Dashnagtzoutiun, a suo avviso, avrebbe dovuto "porre fine definitivamente alla sua esistenza" perché "non c'è lavoro per il partito".
Lo studioso armeno Viken L. Attarian afferma che la "scoperta" di Perinçek è in realtà un falso compiuto da storici turchi partigiani per negare il fatto del genocidio armeno. A riprova della sua posizione, Attarian osserva che queste presunte traduzioni in turco, inglese e tedesco sono state pubblicate da Kaynak Yayınları a Istanbul come le prime di una serie di libri intitolata Ermeni Belgeleriyle Ermeni Soykırımı Yalanı (in italiano: La bugia del 'Genocidio armeno' nei documenti armeni).
Attarian ha affermato: "I negazionisti turchi sono quelli che parlano di più di Katchaznouni e [...] usano testi e traduzioni falsificate che non hanno nulla in comune con gli originali... Qualunque cosa i negazionisti turchi presentino su K è sbagliata e una bugia... Katchaznouni non ha mai negato il genocidio e... non ha mai tradito la sua patria". Nella traduzione di Matthew A. Callender, tratta dal testo originale armeno, Kajaznuni descrive ciò che accadde agli armeni come un "olocausto" (p. 7):

### Esplicative
1. ↑  Svajian lo descrive come "...il manifesto al 'Congresso del Partito Dashnag' a Bucarest, aprile 1923. Il suo manifesto è intitolato, 'Dashnaktzoutune non ha più niente da fare.'"
2. ↑  La descrizione di Bast è un "...libro che in origine era 'un manifesto' che aveva presentato al congresso dei rami esteri della Federazione Rivoluzionaria Armena (Bucarest, 1923)""
3. ↑  Il nome di Reuben Darbinian è anche traslitterato come "Rouben", "Ruben", "Rooben", ecc.
4. ↑  Gakavian scrive: "Nei primi anni '20 l'ARF sperimentò una spaccatura tra le sue ali sinistra e destra su quale politica il partito avrebbe dovuto adottare nei confronti dell'Armenia sovietica. Allo stesso tempo, l'ex primo ministro dell'Armenia, Hovhannes Kachaznouni, pubblicò un libro, '' L'ARF non ha più niente da fare'' ed emigrò nell'Armenia sovietica. Come suggerisce il titolo, Kachaznouni sostenne che l'ARF e gli altri partiti non avevano alcun ruolo da svolgere nella vita politica armena, adesso che l'Armenia era bolscevica. Gli oppositori dell'ARF, ovviamente, capitalizzarono su ciò. Nello stesso anno, una risposta fu scritta a Kachaznouni dal membro di alto rango del partito Rouben Darbinian, il quale sostenne che Kachaznouni aveva torto a rinunciare alla speranza, perché la sovietizzazione sarebbe stata di breve durata, e l'ARF sarebbe stata necessaria per continuare la lotta per la libertà”.
5. ↑  Derogy cita una lettera dell'11 aprile 1923 di Shahan Natali al comitato di Boston: "Sono stato informato troppo tardi per poter esprimere il mio punto di vista sul punto messo all'ordine del giorno della prossima conferenza ad interim a Vienna; la posizione del Partito verso la sovietizzazione dell'Armenia. Lei non è esente da responsabilità per questo ritardo, che mi ha impedito di far tornare il partito sulla sua linea rivoluzionaria".

### Bibliografiche
1. ↑  Tigranian, 2003, pp. 236-241.
2. ↑  Hovannisian, 1971, p. 23.
3. 1 2  Hovannisian, 1971, p. 24.
4. ↑  Hovannisian, 1971, pp. 24-25.
5. 1 2  Hovannisian, 1971, p. 25.
6. ↑  Hovannisian, 1971, pp. 25-27.
7. ↑  Hovannisian, 1971, pp. 27-28, nota 60.
8. ↑  Hovannisian, 1971, p. 27.
9. ↑  Hovannisian, 1971, pp. 27-28.
10. 1 2 3 4  Hovannisian, 1971, p. 28.
11. ↑  Hovannisian, 1971, pp. 29-33.
12. ↑  Encyclopedia of the Armenian Question, 1996, p. 456.
13. ↑  Svajian, 1977, p. 418.
14. ↑  Bast, 2002
15. ↑  Katchaznouni, 1923
16. ↑  Hovannisian, 1971, nota 12.
17. ↑  Nassibian, 1984, p. 105.
18. ↑  Libaridian, 1991, p. 20.
19. ↑  (HY) Փնտրման կանոնները, su armunicat.am:8991 (archiviato dall'url originale il 24 ottobre 2007).
20. ↑  Darbinian, 1923
21. ↑  Gakavian, 1997
22. ↑  Derogy, 1990, p. 167.
23. ↑  Katchaznouni, 1955
24. ↑   Ieva Zake, Anti-communist minorities in the U.S. : political activism of ethnic refugees, 1st ed, Palgrave Macmillan, 2009, ISBN 978-0-230-62159-6, OCLC 427853280. URL consultato l'8 gennaio 2022.
25. ↑  Katchaznouni, 1955, p. 3.
26. ↑  Özdemir, 2007
27. ↑  Katchaznouni, 1955, pp. 6-7.
28. ↑  Katchaznouni, 1955, p. 4.
29. ↑  Katchaznouni, 1955, p. 8.
30. ↑  Attarian, nd
31. ↑  Katchaznouni, 1955, p. 7.